# Winslow West
Winslow West è un census-designated place degli Stati Uniti d'America, nelle contee di Coconino e Navajo nello Stato dell'Arizona. Ha una popolazione di 131 abitanti secondo il censimento del 2000. Secondo lo United States Census Bureau ha un'area totale di 0,8 km².

## Geografia fisica
Winslow West si trova nell'Arizona nord-orientale al confine fra le contee di Navajo e Coconino. Sebbene si trovi a oltre 50 km a sud del confine meridionale della Riserva Hopi il suo territorio appartiene alla riserva suddetta. fa comunque parte all'interno del territorio della riserva indiana Hopi. È collegato dalla Interstate 40, e si trova subito a ovest di Winslow in direzione di Flagstaff.